# Einwohnerentwicklung von Krefeld
Dieser Artikel gibt die Einwohnerentwicklung von Krefeld tabellarisch und graphisch wieder.
Am 31. Dezember 2011 betrug die „Amtliche Einwohnerzahl“ für Krefeld nach Fortschreibung des Landesbetriebs Information und Technik Nordrhein-Westfalen 234.396 Menschen (nur Hauptwohnsitze und nach Abgleich mit den anderen Landesämtern).
Gemäß Zensus 2011 betrug die Einwohnerzahl Krefelds 2011 jedoch nur 221.864 (= minus 5,3 %).

## Einwohnerentwicklung
Im Mittelalter und der frühen Neuzeit lebten in Krefeld nur wenige hundert Menschen. Die Bevölkerungszahl wuchs sehr langsam und ging wegen der zahlreichen Kriege, Seuchen und Hungersnöte immer wieder zurück. Erst mit dem Beginn der Industrialisierung im 19. Jahrhundert beschleunigte sich das Bevölkerungswachstum. Hatte Krefeld 1804 erst 8.363 Einwohner, so überschritt die Einwohnerzahl der Stadt schon 1888 die Grenze von 100.000, wodurch sie zur Großstadt wurde.
Bei der Volkszählung vom 5. Dezember 1917 wurde eine ortsanwesende Gesamtbevölkerung von 120.225 Personen ermittelt. Darunter waren nach Angaben der Volkswirtschaftlichen Abteilung des Kriegsernährungsamtes 7.502 Militärpersonen und 1.514 Kriegsgefangene. Am 1. August 1929 kam es zum Zusammenschluss mit der Stadt Uerdingen (11.867 Einwohner 1925). Bei der Volkszählung vom 17. Mai 1939 wurden 170.968 Personen ermittelt. Bis 24. April 1940 trug die Stadt den Namen Krefeld-Uerdingen am Rhein.
Im Zweiten Weltkrieg wurden am 21. Juni 1943 bei einem britischen Luftangriff große Teile des Ostens der Stadt getroffen, die Innenstadt wurde durch einen von Brandbomben verursachten Feuersturm erheblich zerstört. Am Ende des Krieges waren 73,7 Prozent aller Wohnungen zerstört oder beschädigt, 33,9 Prozent galten als Totalschaden. Als am 3. März 1945 die amerikanische Armee Krefeld einnahm, lebten noch 116.500 Menschen in der Stadt. Das entspricht einem Rückgang seit Mai 1939 um 31,9 Prozent.
Wegen der Rückkehr der Zwangsevakuierten und dem Zustrom von Flüchtlingen und Vertriebenen aus den deutschen Ostgebieten  stieg die Einwohnerzahl rasch. Im gesamten Jahr 1945 zogen 22.092 Personen, darunter 4.236 Flüchtlinge, nach Krefeld. 1946 waren es 11.815 Zugezogene, darunter 2.630 Flüchtlinge. 1951 lebten in der Stadt wieder so viele Menschen wie vor dem Krieg. 1994 erreichte die Bevölkerungszahl mit 249.662 ihren historischen Höchststand. Im Jahre 2008 stand die Stadt mit 236.333 Einwohnern unter den deutschen Großstädten an 31., innerhalb Nordrhein-Westfalens an 14. Stelle.
Die folgende Übersicht zeigt die Einwohnerzahlen nach dem jeweiligen Gebietsstand. Bis 1812 handelt es sich meistens um Schätzungen, danach um Volkszählungsergebnisse (¹) oder amtliche Fortschreibungen der Stadtverwaltung (bis 1970) und des Statistischen Landesamtes (ab 1971). Die Angaben beziehen sich ab 1834 auf die „Zollabrechnungsbevölkerung“, ab 1871 auf die „Ortsanwesende Bevölkerung“, ab 1925 auf die Wohnbevölkerung und seit 1987 auf die „Bevölkerung am Ort der Hauptwohnung“. Vor 1834 wurde die Einwohnerzahl nach uneinheitlichen Erhebungsverfahren ermittelt.

### Von 1604 bis 1870
(jeweiliger Gebietsstand)
| Jahr/Datum         | Einwohner |
| ------------------ | --------- |
| 1604 ²             | 00.350    |
| 1625 ²             | 00.400    |
| 1722 ²             | 02.300    |
| 1740 ²             | 03.522    |
| 1756 ²             | 04.339    |
| 1763 ²             | 04.756    |
| 1777 ²             | 05.265    |
| 1787 ²             | 05.928    |
| 1798 ²             | 07.896    |
| 1804 ²             | 08.363    |
| 1812 ²             | 12.977    |
| 1. Dezember 1816 ¹ | 14.373    |
| 1. Dezember 1825 ¹ | 15.945    |

| Datum              | Einwohner |
| ------------------ | --------- |
| 1. Dezember 1828 ¹ | 17.976    |
| 1. Dezember 1831 ¹ | 18.511    |
| 3. Dezember 1834 ¹ | 20.673    |
| 3. Dezember 1840 ¹ | 25.897    |
| 3. Dezember 1843 ¹ | 29.713    |
| 3. Dezember 1846 ¹ | 33.548    |
| 3. Dezember 1849 ¹ | 36.134    |
| 3. Dezember 1852 ¹ | 40.114    |
| 3. Dezember 1855 ¹ | 45.219    |
| 3. Dezember 1858 ¹ | 48.925    |
| 3. Dezember 1861 ¹ | 50.584    |
| 3. Dezember 1864 ¹ | 53.421    |
| 3. Dezember 1867 ¹ | 53.821    |

¹ Volkszählungsergebnis

### Von 1871 bis 1944
(jeweiliger Gebietsstand)
| Datum               | Einwohner |
| ------------------- | --------- |
| 1. Dezember 1871 ¹  | 057.105   |
| 1. Dezember 1875 ¹  | 062.905   |
| 1. Dezember 1880 ¹  | 073.872   |
| 1. Dezember 1885 ¹  | 090.255   |
| 31. Dezember 1888 ² | 103.100   |
| 1. Dezember 1890 ¹  | 105.376   |
| 2. Dezember 1895 ¹  | 107.245   |
| 1. Dezember 1900 ¹  | 106.893   |
| 31. Dezember 1901 ² | 107.280   |
| 31. Dezember 1902 ² | 107.460   |
| 31. Dezember 1903 ² | 107.660   |
| 31. Dezember 1904 ² | 109.760   |
| 1. Dezember 1905 ¹  | 110.344   |
| 31. Dezember 1906 ² | 111.080   |
| 31. Dezember 1907 ² | 126.390   |
| 31. Dezember 1908 ² | 127.424   |
| 31. Dezember 1909 ² | 128.458   |

| Datum               | Einwohner |
| ------------------- | --------- |
| 1. Dezember 1910 ¹  | 129.406   |
| 31. Dezember 1911 ² | 130.407   |
| 31. Dezember 1912 ² | 131.678   |
| 31. Dezember 1913 ² | 133.057   |
| 1. Dezember 1916 ¹  | 117.803   |
| 5. Dezember 1917 ¹  | 120.225   |
| 8. Oktober 1919 ¹   | 124.325   |
| 31. Dezember 1919 ² | 129.680   |
| 31. Dezember 1920 ² | 129.153   |
| 31. Dezember 1921 ² | 129.814   |
| 31. Dezember 1922 ² | 130.444   |
| 31. Dezember 1923 ² | 129.996   |
| 31. Dezember 1924 ² | 130.544   |
| 16. Juni 1925 ¹     | 130.425   |
| 31. Dezember 1925 ² | 131.542   |
| 31. Dezember 1926 ² | 131.744   |
| 31. Dezember 1927 ² | 133.170   |

| Datum               | Einwohner |
| ------------------- | --------- |
| 31. Dezember 1928 ² | 134.084   |
| 31. Dezember 1929 ² | 163.834   |
| 31. Dezember 1930 ² | 165.739   |
| 31. Dezember 1931 ² | 166.445   |
| 31. Dezember 1932 ² | 167.097   |
| 16. Juni 1933 ¹     | 165.305   |
| 31. Dezember 1933 ² | 165.896   |
| 31. Dezember 1934 ² | 166.990   |
| 31. Dezember 1935 ² | 167.228   |
| 31. Dezember 1936 ² | 168.537   |
| 31. Dezember 1937 ² | 170.833   |
| 31. Dezember 1938 ² | 172.340   |
| 17. Mai 1939 ¹      | 170.968   |
| 31. Dezember 1939 ² | 173.800   |
| 31. Dezember 1940 ² | 172.700   |

¹ Volkszählungsergebnis
Quelle: Stadt Krefeld

### Von 1945 bis 1989
(jeweiliger Gebietsstand)
| Datum                | Einwohner |
| -------------------- | --------- |
| 3. März 1945 ²       | 116.500   |
| 31. Dezember 1945 ²  | 144.304   |
| 29. Oktober 1946 ¹   | 150.354   |
| 31. Dezember 1947 ²  | 157.111   |
| 13. September 1950 ¹ | 171.875   |
| 31. Dezember 1951 ²  | 179.412   |
| 31. Dezember 1952 ²  | 182.771   |
| 31. Dezember 1953 ²  | 189.214   |
| 25. September 1956 ¹ | 196.161   |
| 6. Juni 1961 ¹       | 213.104   |
| 31. Dezember 1961 ²  | 214.252   |
| 31. Dezember 1962 ²  | 215.929   |
| 31. Dezember 1963 ²  | 217.255   |
| 31. Dezember 1964 ²  | 220.188   |

| Datum               | Einwohner |
| ------------------- | --------- |
| 31. Dezember 1965 ² | 222.643   |
| 31. Dezember 1966 ² | 223.818   |
| 31. Dezember 1967 ² | 223.725   |
| 31. Dezember 1968 ² | 225.011   |
| 31. Dezember 1969 ² | 227.428   |
| 27. Mai 1970 ¹      | 222.250   |
| 31. Dezember 1970 ² | 223.216   |
| 31. Dezember 1971 ² | 222.577   |
| 31. Dezember 1972 ² | 222.483   |
| 31. Dezember 1973 ² | 221.240   |
| 31. Dezember 1974 ² | 219.454   |
| 31. Dezember 1975 ² | 228.463   |
| 31. Dezember 1976 ² | 226.042   |
| 31. Dezember 1977 ² | 224.525   |

| Datum               | Einwohner |
| ------------------- | --------- |
| 31. Dezember 1978 ² | 223.501   |
| 31. Dezember 1979 ² | 222.750   |
| 31. Dezember 1980 ² | 223.969   |
| 31. Dezember 1981 ² | 224.434   |
| 31. Dezember 1982 ² | 223.124   |
| 31. Dezember 1983 ² | 221.072   |
| 31. Dezember 1984 ² | 217.276   |
| 31. Dezember 1985 ² | 216.833   |
| 31. Dezember 1986 ² | 216.598   |
| 25. Mai 1987 ¹      | 232.261   |
| 31. Dezember 1987 ² | 232.938   |
| 31. Dezember 1988 ² | 235.423   |
| 31. Dezember 1989 ² | 240.208   |

¹ Volkszählungsergebnis
Quellen: Stadt Krefeld (bis 1970), Landesamt für Datenverarbeitung und Statistik Nordrhein-Westfalen (ab 1971)

### Ab 1990
(jeweiliger Gebietsstand)
| Datum             | Einwohner |
| ----------------- | --------- |
| 31. Dezember 1990 | 244.020   |
| 31. Dezember 1991 | 245.772   |
| 31. Dezember 1992 | 248.413   |
| 31. Dezember 1993 | 249.565   |
| 31. Dezember 1994 | 249.662   |
| 31. Dezember 1995 | 249.606   |
| 31. Dezember 1996 | 247.772   |
| 31. Dezember 1997 | 246.684   |
| 31. Dezember 1998 | 243.499   |
| 31. Dezember 1999 | 241.769   |
| 31. Dezember 2000 | 239.916   |
| 31. Dezember 2001 | 239.559   |

| Datum             | Einwohner |
| ----------------- | --------- |
| 31. Dezember 2002 | 239.183   |
| 31. Dezember 2003 | 238.565   |
| 31. Dezember 2004 | 238.270   |
| 31. Dezember 2005 | 237.701   |
| 31. Dezember 2006 | 237.104   |
| 31. Dezember 2007 | 236.516   |
| 31. Dezember 2008 | 236.333   |
| 31. Dezember 2009 | 235.414   |
| 31. Dezember 2010 | 235.076   |
| 9. Mai 2011 ¹     | 222.247   |
| 31. Dezember 2011 | 234.396   |
| 31. Dezember 2012 | 222.026   |

| Datum             | Einwohner |
| ----------------- | --------- |
| 31. Dezember 2013 | 222.058   |
| 31. Dezember 2014 | 222.500   |
| 31. Dezember 2015 | 225.144   |
| 31. Dezember 2016 | 226.812   |
| 31. Dezember 2017 | 226.699   |
| 31. Dezember 2018 | 227.020   |
| 31. Dezember 2019 | 227.417   |
| 31. Dezember 2020 | 226.844   |
| 31. Dezember 2021 | 227.050   |
| 31. Dezember 2022 | 230.375   |
| 31. Dezember 2023 | 230.393   |
| 31. Dezember 2024 | 231.406   |

Quelle: Landesamt für Datenverarbeitung und Statistik Nordrhein-Westfalen

## Bevölkerungsprognose
In ihrem 2008 publizierten „Wegweiser Kommune“, in dem die Bertelsmann Stiftung Daten zur Entwicklung der Einwohnerzahl von etwa 3.000 Kommunen in Deutschland liefert, wird für Krefeld ein Rückgang der Bevölkerung zwischen 2006 und 2025 um 4,1 Prozent (9.723 Personen) vorausgesagt.
Gemäß Zensus 2011 liegt die Einwohnerzahl 2011 mit 221.864 Einwohnern bereits deutlich
niedriger als die für 2025 prognostizierten 227.381 Einwohner.
Absolute Bevölkerungsentwicklung 2012–2030 – Prognose für Krefeld (Hauptwohnsitze):

Prognose nach nebenstehenden Daten im Vergleich zur realen Entwicklung von 1990 bis 2017

| Datum | Einwohner |
| ----- | --------- |
| 2012  | 221.990   |
| 2020  | 219.980   |
| 2025  | 217.620   |
| 2030  | 214.820   |

Quelle: Bertelsmann-Stiftung

## Bevölkerungsstruktur
Die größten Gruppen der melderechtlich in Krefeld registrierten Ausländer kamen am 31. Dezember 2006 aus der Türkei (9.441), Italien (1.980), Polen (1.654), Griechenland (1.642), Serbien (994), Niederlande (936), Portugal (672), Ukraine (640), Russland (554), Österreich (392), Sri Lanka (387), Großbritannien (384), Kroatien (355), Spanien (334), Mazedonien (301), Irak (279), Kasachstan (247), China (244), Marokko (224), Frankreich (205), Vietnam (189), Bosnien und Herzegowina (180), Thailand (162), Iran (156), Rumänien (131), USA (122) und Ungarn (116). Von der amtlichen Statistik als Ausländer nicht erfasst werden eingebürgerte Personen und als Deutsche in Deutschland geborene Kinder ausländischer Abstammung.
| Bevölkerung                 | Stand 31. Dezember 2006 |
| --------------------------- | ----------------------- |
| Einwohner mit Hauptwohnsitz | 237.104                 |
| davon männlich              | 114.816                 |
| davon weiblich              | 122.288                 |
| Deutsche                    | 206.537                 |
| davon männlich              | 099.154                 |
| davon weiblich              | 107.383                 |
| Ausländer                   | 030.567                 |
| davon männlich              | 015.662                 |
| davon weiblich              | 014.905                 |
| Ausländeranteil             | 12,9 %                  |

Quelle: Landesamt für Datenverarbeitung und Statistik Nordrhein-Westfalen

## Altersstruktur

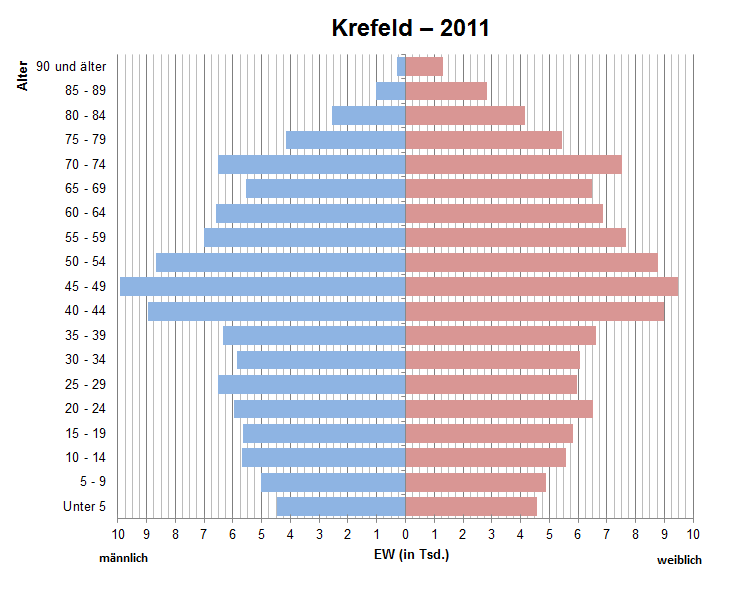
Bevölkerungspyramide für Krefeld (Datenquelle: Zensus 2011)

Die folgende Übersicht zeigt die Altersstruktur vom 31. Dezember 2006 (Hauptwohnsitze).
| Alter von – bis | Einwohnerzahl | Anteil in Prozent |
| --------------- | ------------- | ----------------- |
| 0 – 5           | 11.963        | 05,0              |
| 06 – 17         | 28.968        | 12,2              |
| 18 – 24         | 18.211        | 07,7              |
| 25 – 29         | 12.304        | 05,2              |
| 30 – 39         | 31.682        | 13,4              |
| 40 – 49         | 40.732        | 17,2              |
| 50 – 59         | 30.927        | 13,0              |
| 60 – 64         | 13.121        | 05,5              |
| über 65         | 49.196        | 20,7              |
| Gesamt          | 237.1040      | 100,00            |

Quelle: Landesamt für Datenverarbeitung und Statistik Nordrhein-Westfalen

## Stadtteile

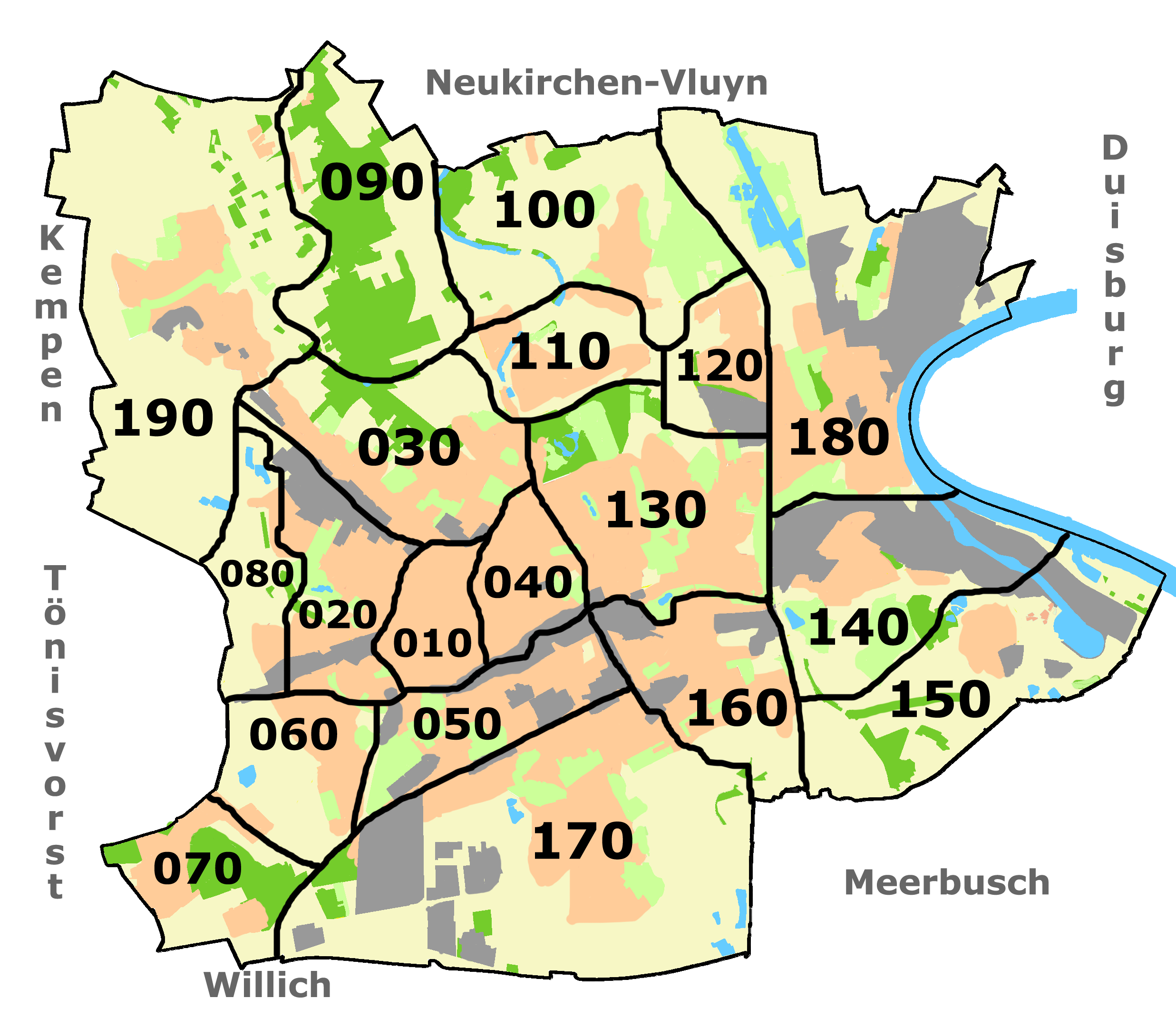
Stadtteile

Die Daten beziehen sich auf den 31. Dezember 2021 (Hauptwohnsitze laut Melderegister. Die Daten der Stadtteile 090 Hülser Berg und 190 Hüls wurden nicht separat veröffentlicht.).
| Nr.         | Name                     | Fläche in km² | Einwohner- zahl | Einwohner pro km² | Ausländer- zahl | Ausländer in % |
| ----------- | ------------------------ | ------------- | --------------- | ----------------- | --------------- | -------------- |
| 010         | Stadtmitte               | 02,42         | 32.386          | 13.383            | 12.323          | 38,1           |
| 020         | Kempener Feld/Baackeshof | 04,62         | 09.986          | 02.161            | 01.524          | 15,3           |
| 030         | Inrath/Kliedbruch        | 06,77         | 17.338          | 02.561            | 02.498          | 14,4           |
| 040         | Cracau                   | 02,52         | 22.748          | 09.027            | 07.483          | 32,9           |
| 050         | Dießem/Lehmheide         | 04,36         | 17.249          | 03.956            | 06.368          | 36,9           |
| 060         | Benrad-Süd               | 04,52         | 07.047          | 01.559            | 01.092          | 15,5           |
| 070         | Forstwald                | 04,12         | 03.597          | 0873              | 0183            | 05,1           |
| 080         | Benrad-Nord              | 03,27         | 06.968          | 02.131            | 01.425          | 20,5           |
| 090 und 190 | Hülser Berg und Hüls     | 26,08         | 16.239          | 0623              | 0886            | 05,5           |
| 100         | Traar                    | 09,06         | 04.594          | 0507              | 0179            | 03,9           |
| 110         | Verberg                  | 03,31         | 04.028          | 01.217            | 0133            | 03,3           |
| 120         | Gartenstadt              | 02,76         | 06.932          | 02.512            | 0690            | 10,0           |
| 130         | Bockum                   | 08,3          | 20.616          | 02.484            | 01.504          | 07,3           |
| 140         | Linn                     | 07,58         | 05.807          | 0766              | 0868            | 14,9           |
| 150         | Gellep-Stratum           | 08,91         | 02.485          | 0279              | 0152            | 06,1           |
| 160         | Oppum                    | 05,37         | 12.938          | 02.409            | 01.774          | 13,7           |
| 170         | Fischeln                 | 18,99         | 25.747          | 01.356            | 03.420          | 13,3           |
| 180         | Uerdingen                | 14,82         | 17.725          | 01.196            | 01.801          | 10,2           |
|             | Krefeld                  | 137,770       | 234.5310        | 01.702            | 44.3190         | 18,9           |